# ديفيد وول
ديفيد وول (بالإنجليزية: David Wall)‏ هو راقص باليه بريطاني، ولد في 15 مارس 1946 في تشيسوك في المملكة المتحدة، وتوفي في 18 يونيو 2013 في كرويدون في المملكة المتحدة بسبب سرطان.

## وصلات خارجية
- ديفيد وول على موقع IMDb (الإنجليزية)